# Alain Lipietz
Pour les articles homonymes, voir Lipietz.
Alain Guy Lipiec dit Lipietz, né le 19 septembre 1947 à Charenton-le-Pont (Val-de-Marne), est un homme politique et économiste français, membre du parti écologiste Europe Écologie Les Verts (EELV).

## Biographie

### Études et vie privée
Alain Lipietz, est le fils de Georges Lipietz et de Colette Geuinlé, et le frère aîné d'Hélène Lipietz, femme politique également membre d'EELV.
Il est ancien élève de l'École polytechnique (promotion 1966), diplômé de l'École nationale des ponts et chaussées (promotion 1971) et d'études supérieures en économie de l'université Panthéon-Sorbonne (1972).
Il épouse en 1968 Geneviève Deschamps dont il a deux filles. Après leur séparation, il vit de 1975 à 2008 avec l'écologiste et écrivaine Francine Comte puis, après le décès de celle-ci, avec l'écologiste Natalie Gandais.

### Recherches
Ingénieur en chef des ponts et chaussées, il opte pour la recherche en devenant ingénieur économiste à l'Institut de recherche des transports (1971-1973), puis chercheur au Centre d'étude prospective d'économie mathématique appliquée à la planification, et directeur de recherche au CNRS (1988-2002). Il enseigne l'économie à l'École nationale supérieure des beaux-arts (1975-1976) et au Centre d'études des programmes économiques (1979-1982), puis aux universités de Paris VII, VIII et XIII (1985-1992).
Alain Lipietz consacre essentiellement ses activités de recherche à l'analyse des rapports socio-économiques au sein des communautés humaines, et entre celles-ci et leur espace, aux niveaux urbain, régional, national, et international. Mais il contribue aussi sur la macroéconomie et la théorie quantitative de la monnaie et de l’inflation dans le cadre de la « théorie de la régulation », avec quelques contributions en économie mathématique, essentiellement dans le domaine de la formalisation algébrique de la théorie économique marxiste.
Dans les années 1980, il popularise le terme de « post-fordisme ».
Il a rédigé la synthèse d’une étude mondiale sur les rapports capital-travail pour le compte de l’Université des Nations unies, et coordonné une étude sur les positions des différents pays du monde dans la Conférence des Nations unies pour l’environnement et le développement de Rio en 1992, pour le compte de l’UNESCO.
Cette orientation se reflète dans son engagement civique pour l’écologie politique et une série de livres critiques et propositionnels de politique économique, sociale et écologique.
À la demande de la ministre de l'Emploi et de la Solidarité, Martine Aubry, il organise en 1999 une consultation nationale de 4 000 responsables du secteur associatif et coopératif, et en tire un rapport intitulé « Pour le Tiers secteur. L’économie sociale et solidaire : pourquoi, comment ».
En France, il a été nommé membre de la Commission française du développement durable (2000-2003), du Comité consultatif de l'économie sociale, du conseil d’établissement du Collège de France, du Conseil d'analyse économique créé par le Premier ministre Lionel Jospin (juillet 1997-2002), et du Haut conseil à la coopération internationale (novembre 2000 à décembre 2001).
Il a été l'un des parrains de la revue La Jeune-République.

### Du rouge au vert

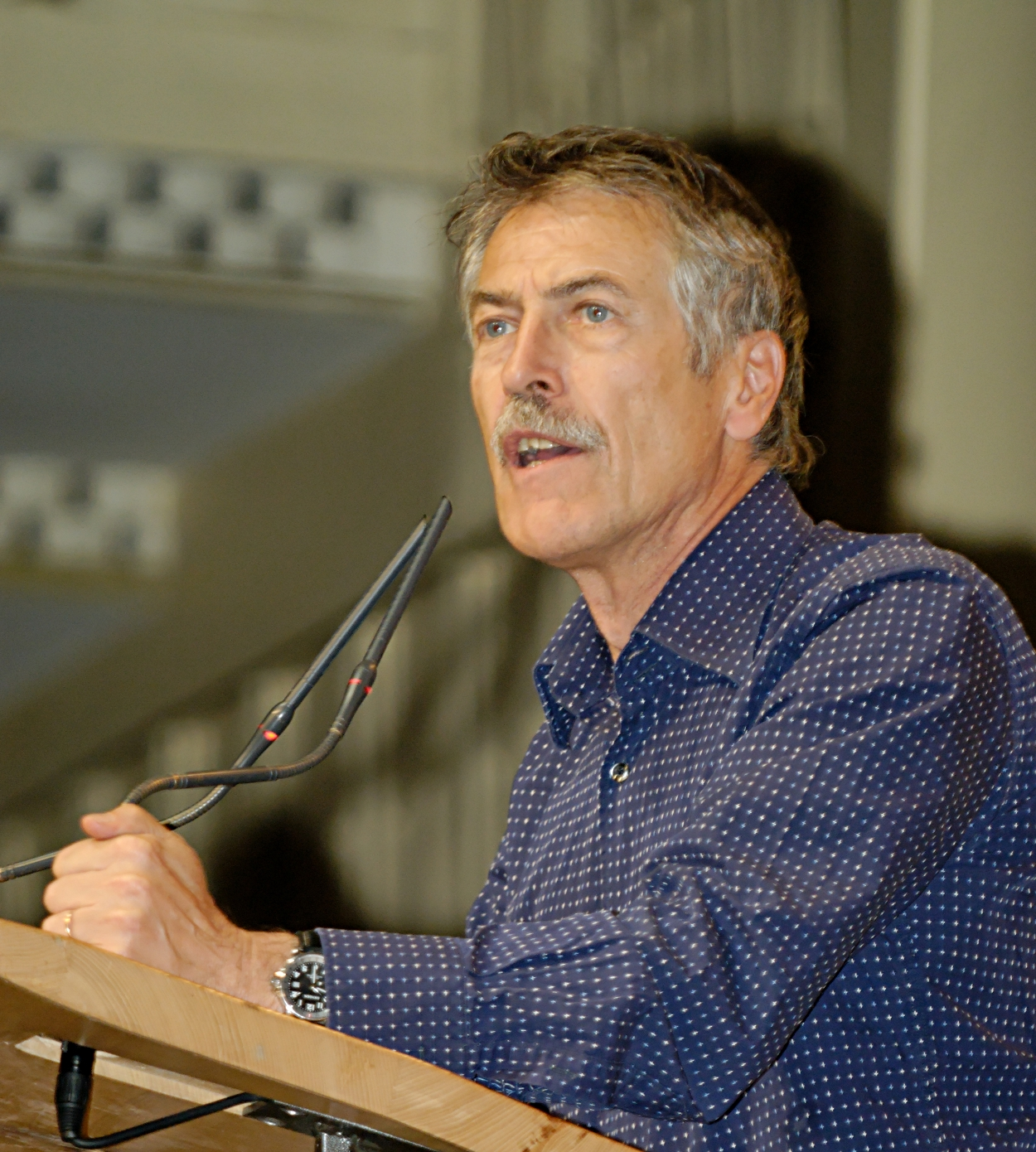
Alain Lipietz à un rassemblement de soutien à Dominique Voynet pendant la campagne présidentielle de 2007.

Militant des comités d'action de l'École polytechnique et du théâtre de l'Épée de Bois en Mai 68, puis membre du PSU de 1968 à 1971, où il est rapporteur de la commission Cadre de vie, Alain Lipietz anime une tendance gramsciste-maoïste, la Gauche ouvrière et paysanne (GOP), qui sera exclue du PSU et connaîtra quelques années d'existence avant de fusionner avec Révolution ! dans l'Organisation communiste des travailleurs (OCT). Durant sa brève existence, la GOP apporta un soutien actif à la lutte des paysans du Larzac et des ouvriers de Lip.
Dès 1971, il participe activement à l'aventure de la revue L'Outil des travailleurs lancée par des militants de la GOP.
Il est l’un des principaux organisateurs des marches sur le Larzac. De 1978 à 1983, il anime la revue Partis pris, tout en collaborant à d'autres journaux tels que Le Monde diplomatique ou Les Temps modernes.
Invité à conduire la liste des Verts aux législatives de 1986 en Seine-Saint-Denis, il rejoint ce parti en 1988. Il en est élu porte-parole de 1997 à 1999.
Après avoir été élu conseiller régional d'Île-de-France en 1992 et conseiller municipal de Villejuif en 1995, il est élu député européen lors des élections européennes de 1999.
Lors des primaires internes aux Verts en 2001, il est élu le 25 juin 2001 pour représenter le parti lors de la présidentielle de 2002, mais il est finalement remplacé pour ce scrutin par Noël Mamère le 13 octobre 2001 à la suite d'une prise de position controversée sur l'amnistie des nationalistes corses. Il avait également été sévèrement attaqué par les grands médias, qui le trouvaient trop radical et trop écologiste.
Tête de liste des Verts en Île-de-France pour les européennes de 2004, il est réélu député européen, sa liste obtenant 7,6 %.
S’estimant incapable d’apporter des réponses convaincantes aux problèmes de la société française, il renonce à faire acte de candidature pour la présidentielle de 2007 et apporte un soutien actif à la candidate choisie par son parti, Dominique Voynet.
Au cours des années 2002-2003, il figure parmi une douzaine de personnalités menacées de mort par un certain Raphaël-Guy Schoemann en raison de leur engagement pour les droits des Palestiniens.
En 2005, il signe l'appel des Indigènes de la République qui développe une thèse attribuant aux séquelles du colonialisme le racisme anti-immigrés en France.
En 2006, avec sa sœur Hélène Lipietz, conseillère régionale verte d’Île-de-France, il se lance dans la défense et l'illustration du jugement du tribunal administratif de Toulouse en faveur de son père et de son oncle contre l’État et la SNCF, pour leur arrestation comme présumés juifs et leur transfert à Drancy.
Il est chroniqueur de l’hebdomadaire Politis.

### Député européen

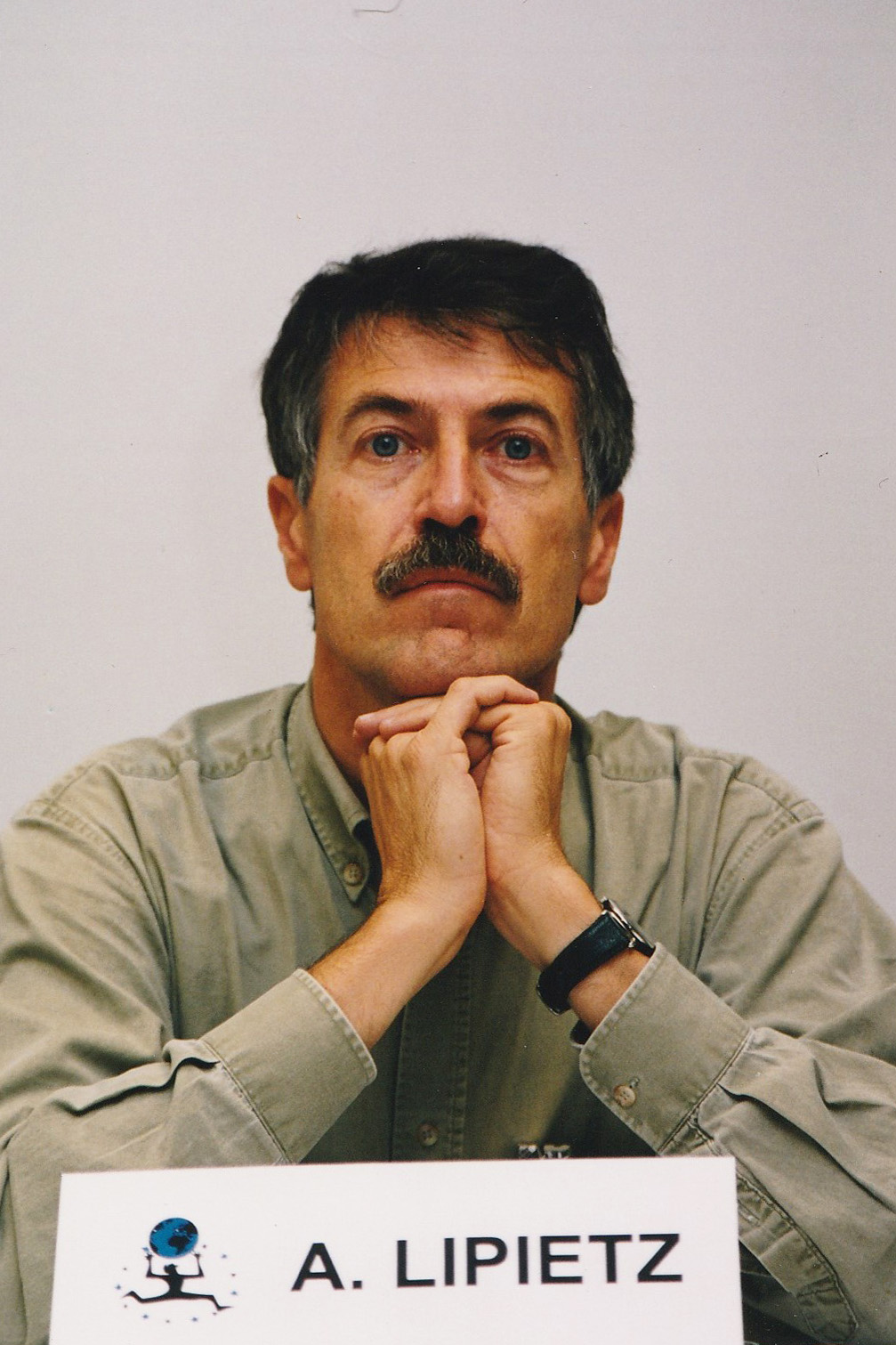
Intervention d'Alain Lipietz au Festival international de géographie en 1999.

Élu au Parlement européen en juin 1999, il est membre de la Commission économique et monétaire et suppléant à la Commission emploi et affaires sociales de ce parlement. Il participe aux intergroupes « Tiers secteur », « OMC » et « Initiatives pour la paix », et est membre de la délégation parlementaire auprès de l’Amérique du Sud et du Mercosur. Réélu en 2004, il préside la délégation pour les relations avec les pays de la Communauté andine. Il est également membre de la Commission du commerce international et de la Commission des affaires juridiques, membre suppléant de la Commission des affaires économiques et monétaires, et de la délégation pour les relations avec le Mercosur. Il est président de l’intergroupe « Commerce international et développement soutenable » et vice-président de l’assemblée parlementaire Europe-Amérique latine.
Dans ses fonctions de diplomatie parlementaire vis-à-vis de l’Amérique latine, il tente d'œuvrer à la libération d'Íngrid Betancourt et de tous les otages retenus en Colombie, ainsi qu’à améliorer l’accord d’association entre l’Union européenne et la Communauté andine. En association avec la revue Mouvements, il prend l’initiative de deux colloques internationaux, sur l’Amérique latine et sur la justice transitionnelle.
De par sa formation initiale, il se spécialise, dans son activité de législateur, sur des questions relativement techniques mais aux conséquences collectives importantes : réorientation de la politique de la Banque européenne d'investissement, supervision et règles prudentielles des conglomérats financiers, responsabilité civile des entreprises en matière environnementale, inclusion de l’aviation civile dans le quota européen des gaz à effet de serre, soutenabilité écologique du commerce international, création de l’Agence européenne de l’énergie, etc.
En 2004-2005, il prend, à l'instar de Michel Rocard et de Daniel Cohn-Bendit, une part active dans la fronde contre la brevetabilité illimitée des logiciels soutenue depuis plusieurs années par l'Office européen des brevets. Alors que le Conseil de l'Union européenne et la commission européenne désirent légaliser cette pratique par la directive européenne sur les inventions mises en œuvre par ordinateur, Alain Lipietz joue un rôle de liant entre les revendications des petites entreprises réunies au sein de l'Association pour une infrastructure de l'information libre et les partisans des logiciels libres d'une part, et les eurodéputés d'autre part. Le 6 juillet 2005, le Parlement européen rejette très nettement le projet de directive en seconde lecture, après avoir constaté que le Conseil de l'Union européenne n'avait tenu aucun compte de ses amendements votés lors de la première lecture en septembre 2003 et visant à encadrer la brevetabilité du logiciel.
Il participe aux manifestations des « faucheurs volontaires » dans le combat contre les OGM, et organise plusieurs colloques contre les excès des agrocarburants.
Il s'engage fortement en faveur du traité établissant une constitution pour l'Europe (TCE). Il inscrit ce choix dans le prolongement de son combat politique contre les quatre traités précédents, combat conduit au nom de l'Europe politique et fédérale.
Prenant acte du rejet du TCE par la France et les Pays-Bas, il propose aux partisans du « non » de s’atteler, en particulier au Parlement européen, à sauver les avancées qu’il apportait à ses yeux, et notamment la loi européenne sur les services publics dans l'Union européenne prévue par l'article 122 du TCE.
Il soutient le traité de Lisbonne en tant qu’avancée vers l’Europe politique par rapport aux traités existants, tout en soulignant les reculs qu’il représente selon lui par rapport au TCE.
Lors de la législature 2004-2009, Alain Lipietz a été présent à près de 84 % des sessions du Parlement européen (249 jours sur 298). Plus de 97 % des votes enregistrés (en) (5 001 sur 5 150) concordent avec le vote majoritaire de son groupe parlementaire, Groupe des Verts/Alliance libre européenne. Il a voté en accord avec la majorité des autres députés européens français près de 73 % des fois.

### Entre 2009 et 2020
Alain Lipietz participe à la campagne de la liste Europe Écologie pour les élections européennes de 2009 (qui obtient 16 % des suffrages exprimés au niveau national), sans se représenter lui-même. Pour tester cette formule dans une élection au scrutin uninominal, il se présente sous cette même bannière Europe Écologie aux élections législatives partielles dans la douzième circonscription des Yvelines et se retrouve en troisième position au premier tour avec 15 % des suffrages exprimés. Sa suppléante, Sophie Renard, militante associative de Poissy, sera élue l'année suivante conseillère régionale d'Île-de-France.
Il continue à assurer certaines fonctions à la direction d'Europe Écologie Les Verts (EELV) — membre du conseil fédéral et du conseil d'orientation politique. Il soutient la candidature d'Eva Joly à la primaire présidentielle écologiste de 2011 et à l'élection présidentielle française de 2012.
Il reprend ses travaux d'économiste sur l'analyse de la nouvelle crise mondiale, avec les livres Face à la crise (2009) et Green Deal (2012).
Il écrit également un roman policier, Les Fantômes de l'Internet, évoquant sur le mode comique les problèmes de la propriété intellectuelle, et un livre de synthèse sur les enseignements du procès de son père, La SNCF et la Shoah. Par la suite il se tourne vers des préoccupations plus littéraires et philosophiques, avec le livre Ressusciter quand même. Le matérialisme orphique de  Mallarmé.
En 2014, Alain Lipietz figure en deuxième position sur la liste EELV à l'élection municipale de Villejuif (Val-de-Marne) menée par son épouse Natalie Gandais et comme candidat à la présidence de la communauté d'agglomération de Val de Bièvre. La liste arrivant en cinquième position, elle négocie sa fusion avec les deux listes de droite et celle du dissident socialiste. Le groupe local EELV de Villejuif est « mis sous tutele » par la direction nationale d'EELV, tandis que l'investiture est attribuée à la liste PS-PCF-PG-MRC dirigée par la maire sortant Claudine Cordillot, qui est finalement battue par ses opposants. Alain Lipietz devient conseiller municipal dans la nouvelle majorité et l'un des vice-présidents de la Val-de-Bièvre, dont le bureau s'étend du PCF à l'UMP.
Réintégré dans EELV, il est candidat de ce parti aux élections départementales en mars 2015 dans le canton de Villejuif. Il est élu au conseil de l'EPT 12 (Grand Orly Seine Bièvre) en décembre 2015, après la disparition des communautés d'agglomération franciliennes. La majorité villejuifoise de 2014 finit par se rompre le mois suivant à la suite du scandale de la Halle des sports et les élus écologistes se retrouvent dans l'opposition au maire F. le Bohellec.
En janvier 2016, il est condamné pour diffamation à l'égard de plusieurs élus du PCF. Il avait écrit dans un mémoire, que « l'opinion publique accuse [le PCF de Villejuif] d'organisation systématique du détournement de fonds public, de lien avec le banditisme local. » En revanche, le maire F. le Bohellec est débouté de toutes ses plaintes en diffamation pour les articles du site géré par A. Lipietz.
En 2020, il se présente aux élections municipales au sein de la liste Villejuif-Écologie qui fusionne au second tour avec les listes de gauche. La coalition conduite par le communiste Pierre Garzon l'emporte par 52 % contre le maire sortant. Alain Lipietz est à nouveau élu conseiller territorial du Grand Orly Seine Bièvre

### Présidentielles de 2017 et 2022
Il soutient Karima Delli lors des primaires d'EELV d'octobre 2016, afin de représenter le parti lors de l'élection présidentielle de 2017.
Il vote pour Benoit Hamon au premier tour et pour Emmanuel Macron au second tour de l'élection présidentielle.
Il soutient Yannick Jadot pour la primaire présidentielle écologiste de 2021.

## Résultats électoraux

### Elections départementales
| Année | Parti | Parti | Canton          | 1er tour | 1er tour | 2d tour | 2d tour | Issue   |
| Année | Parti | Parti | Canton          | %        | Rang     | %       | Rang    | Issue   |
| ----- | ----- | ----- | --------------- | -------- | -------- | ------- | ------- | ------- |
| 1998  |       | LV    | Villejuif-Ouest | 9,76     | 5e       |         |         | Éliminé |
| 2015  |       | EELV  | Villejuif       | 8,46     | 5e       | Éliminé |         |         |

### Élections législatives
| Année | Parti | Parti | Circonscription     | 1er tour | 1er tour | 2d tour | 2d tour | Issue   |
| Année | Parti | Parti | Circonscription     | %        | Rang     | %       | Rang    | Issue   |
| ----- | ----- | ----- | ------------------- | -------- | -------- | ------- | ------- | ------- |
| 2002  |       | LV    | 11e du Val-de-Marne | 6,13     | 5e       |         |         | Éliminé |
| 2007  |       | LV    | 11e du Val-de-Marne | 5,03     | 5e       | Éliminé |         |         |

### Élections européennes
| Année | Parti | Parti | Circonscription | Tour unique | Tour unique | Issue |
| Année | Parti | Parti | Circonscription | %           | Rang        | Issue |
| ----- | ----- | ----- | --------------- | ----------- | ----------- | ----- |
| 1999  |       | LV    | France entière  | 9,72        | 4e          | Élu   |
| 2004  |       | LV    | Île-de-France   | 7,41        | 5e          | Élu   |

## Publications
- Le Tribut foncier urbain, F. Maspero, Paris, 1974
- Le Capital et son espace, F. Maspero, Paris, 1977  (ISBN 978-2-7071-0962-0)
- Crise et inflation : pourquoi ?, F. Maspero, Paris, 1979  (ISBN 978-2-7071-1063-3)
- La Crise (avec D. Clerc et J. Satre-Buisson), Syros, Paris, 1983  (ISBN 978-2-86738-000-6)
- Le Monde enchanté : de la valeur à l'envol inflationniste, La Découverte, Paris, 1983  (ISBN 978-2-7071-1394-8)
- L'Audace ou l'enlisement. Sur les politiques économiques de la gauche, La Découverte, Paris, 1984  (ISBN 978-2-7071-1459-4)
- Mirages et miracles. Problèmes de l'industrialisation dans le Tiers-Monde, La Découverte, Paris, 1985  (ISBN 978-2-7071-1545-4)
- Choisir l'audace : une alternative pour le vingt et unième siècle, La Découverte, Paris, 1989  (ISBN 978-2-7071-1845-5)
- Berlin, Bagdad, Rio : le XXIe siècle est commencé, Quai Voltaire, Paris, 1992  (ISBN 978-2-87653-140-6)
- Les Régions qui gagnent (avec G. Benko), Presses universitaires de France, Paris, 1992  (ISBN 978-2-13-044315-5)
- Phèdre : identification d'un crime, A.-M . Métailier, Paris, 1992  (ISBN 978-2-86424-125-6)
- Vert-espérance. Le futur de l'écologie politique, La Découverte, Paris, 1993  (ISBN 978-2-7071-2207-0)
- El padre y la madre de la riqueza. Trabajo y ecologia, ADEC_ATC, Lima, 1995  (ISBN 978-84-89313-77-4)
- La Société en sablier. Le partage du travail contre la déchirure sociale, La Découverte, Paris, 1996, rééd. augmentée 1998  (ISBN 978-2-7071-2847-8)
- Nach dem Ende des « Goldenen Zeitalters », Argument verlag, Berlin-Hambourg, 1988  (ISBN 978-3-88619-255-7)
- Qu'est-ce que l'écologie politique ? La grande transformation du XXIe siècle, La Découverte, Paris, 1999, rééd. augmentée 2003  (ISBN 978-2-7071-4094-4)
- La Richesse des régions (avec G. Benko), Presses universitaires de France, Paris, 2000  (ISBN 978-2-13-050461-0)
- Pour le tiers secteur. L'économie sociale et solidaire : pourquoi, comment, La Découverte-La Documentation française, Paris, 2001  (ISBN 978-2-7071-3452-3)
- La Théorie sociale de la régulation (en japonais), Aoki Shoten, Tokyo, 2002  (ISBN 4250202372)
- Refonder l'espérance : Leçons de la majorité plurielle, La Découverte, Paris, 2003  (ISBN 978-2-7071-3980-1)
- Face à la crise : l'urgence écologiste, Éditions Textuel, Paris, 2009  (ISBN 978-2-84597-332-9)
- Les Fantômes de l'Internet, Polar-Bouffe, éd. Les Petits matins, Paris, 2011  (ISBN 978-2-915-87989-6)
- La SNCF et la Shoah. Le procès Georges Lipietz contre État et SNCF, éd. Les Petits matins, Paris, 2011  (ISBN 978-2-915879-99-5)
- Green Deal. La crise du libéral-productivisme et la réponse écologiste, Paris, éditions La Découverte, coll. « Cahiers libres », 2012  (ISBN 978-2-70717-333-1)
- Ressusciter quand même : Le matérialisme orphique de Stéphane Mallarmé, Montreuil, Le Temps des cerises, 2020 (ISBN 978-2-37071-209-7)
- Face à la toute-urgence écologique, la révolution verte, Paris, éd. Les Petits Matins, mars 2022, 269 p. (ISBN 2-36383332-5 et 978-2-36383332-7, présentation en ligne).